# 呂敏珠
呂敏珠（韓語：여민주，1991年9月26日—），韓國女演員。

## 演出作品

### 電視劇
- 2006年：KBS《1年10班》飾演 娜海美
- 2008年：KBS《大王世宗》
- 2008年：MBC《每天夜晚》飾演 許楚姬（少年）
- 2009年：MBC《一枝梅歸來》
- 2010年：SBS《微笑，媽媽》飾演 裴延書
- 2015年：KBS《Drama Special－現場直擊》

### 電影
- 2010年：《血之期中考2》
- 2013年：《The Five》
- 2014年：《哥哥回來了》
- 2021年：《酸酸甜甜愛上你》飾演 組員

### MV
- 2011年：朴慧京《High Heel》

## 外部連結
- NAVER（页面存档备份，存于）